# 쉬찬프역
쉬찬프역(S-chanf)은 스위스 그라우뷘덴주의 쉬찬프 지자체에 있는 기차역이다. 래티셰 철도의 1,000mm 미터궤 베버-스쿠올-타라스프선에 위치해 있다. 이 회선에서 시간별 서비스가 운영된다.

## 운행편
다음 서비스는 쉬찬프에서 정차한다.
- 레기오익스프레스 : 란트콰르트와 생모리츠 간의 제한된 운행
- 레기오 : 스쿠올-타라스프와 폰트레시나 사이를 매시간 운행